# Le Rouge et le Noir (1954)
Le Rouge et le Noir is een Frans-Italiaanse film van Claude Autant-Lara die werd uitgebracht in 1954.
Het scenario is gebaseerd op de gelijknamige roman (1830) van Stendhal.
Dit drama was een van de succesrijkste films van het Franse filmjaar 1954.

## Samenvatting
18e eeuw. In Besançon vindt het proces van Julien Sorel plaats. De jongeman wordt beschuldigd van moordpoging op madame de Rênal. In afwachting van de uitspraak van de rechtbank overschouwt Julien de gebeurtenissen die tot zijn proces hebben geleid. 
Julien is de begaafde zoon van een eenvoudige timmerman. Hij heeft echter niet de mogelijkheid zijn talenten te ontplooien in zijn milieu. Op voorspraak van Chélan, de dorpspastoor, kan hij privéleraar worden van de kinderen van monsieur de Rênal, de burgemeester van het dorp. Zo wordt de wens van Julien om de sociale ladder te beklimmen, vervuld.
Julien slaagt er geleidelijk in madame de Rênal, de echtgenote van de burgemeester, te verleiden tot zij uiteindelijk ook valt voor zijn charmes. Na enige tijd beginnen er roddels te circuleren over Julien en madame de Rênal. Om die de kop in te drukken geeft Julien zijn betrekking op. Hij vertrekt naar het seminarie van Besançon waar zijn intelligentie wordt opgemerkt door eerwaarde heer Pirard. Deze stelt hem voor de secretaris van de markies de La Môle te worden.
Julien wordt verliefd op Mathilde, de dochter van de markies, die zijn gevoelens beantwoordt. Hij krijgt de toestemming van de markies om met Mathilde te trouwen. Daartoe verheft de markies hem tot de adelstand en bezorgt hij hem een betrekking als luitenant. Voor het huwelijk kan plaatsvinden ontvangt de markies een brief van een jaloerse madame de Rênal, die hem het amoureuze en immorele verleden van Julien openbaart. 

## Rolverdeling
| Acteur             | Personage                      |
| ------------------ | ------------------------------ |
| Gérard Philipe     | Julien Sorel                   |
| Danielle Darrieux  | madame de Rênal                |
| Antonella Lualdi   | Mathilde de La Môle            |
| Jean Martinelli    | monsieur de Rênal              |
| Antoine Balprêtré  | eerwaarde Pirard               |
| Jean Mercure       | de markies de La Môle          |
| Alexandre Rignault | de vader van Julien Sorel      |
| Anna Maria Sandri  | Elisa                          |
| Jacques Varennes   | de voorzitter van de rechtbank |
| Suzanne Nivette    | de markiezin de La Môle        |
| André Brunot       | eerwaarde Chélan               |
| Georges Descrières | de markies de Croisenois       |
| Georges Wilson     | meneer Binet                   |